# 21447 Yungchieh
21447 Yungchieh este un asteroid din centura principală de asteroizi.

## Descriere
21447 Yungchieh este un asteroid din centura principală de asteroizi. A fost descoperit pe 18 aprilie 1998 la Socorro, New Mexico, în cadrul proiectului LINEAR. Asteroidul prezintă o orbită caracterizată de o semiaxă mare de 2,36 ua, o excentricitate de 0,21 și o înclinație de 1,4° în raport cu ecliptica.